# Elecciones presidenciales de Portugal de 1986

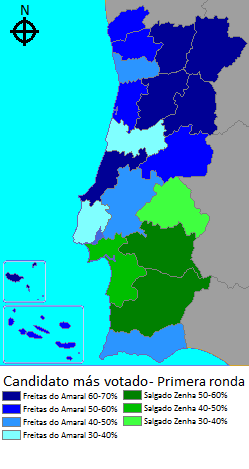
Resultados de las elecciones presidenciales de 1986 (primera ronda) por circunscripción.

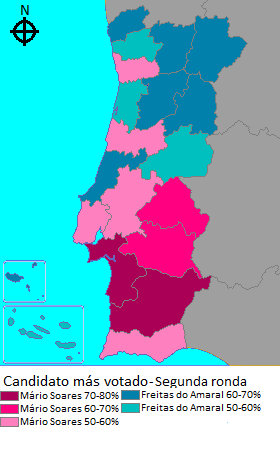
Resultados de las elecciones presidenciales de 1986 (segunda ronda) por circunscripción.

El 26 de enero de 1986, se llevó a cabo la tercera elección presidencial portuguesa después de la revolución de los claveles. El resultado final se determinó en segunda ronda, el 16 de febrero de 1986. Fueron las únicas elecciones presidenciales en Portugal donde el ganador se decidió en segunda ronda.
Se presentaron como candidatos presidenciales Diogo Freitas do Amaral (apoyado por el CDS y también por el PSD), el ex primer ministro Mário Soares (apoyado por el PS), la ex primera ministra Maria de Lourdes Pintasilgo (la única mujer, hasta la actualidad, que ha sido candidata a presidente), Francisco Salgado Zenha (que contó con el apoyo del presidente del PRD y presidente de la República, António Ramalho Eanes, así como de algunos miembros del PCP, cuyo candidato (Ângelo Veloso) renunció a favor de Francisco Salgado Zenha).
Aunque Freitas do Amaral ganó en todo el país, excepto en el Alentejo y la península de Setúbal (donde el candidato más votado fue Francisco Salgado Zenha), fue, sin embargo, Mário Soares, quien pasó a la segunda ronda, junto con Freitas do Amaral.
En la segunda ronda, Mario Soares logró obtener los votos de los otros candidatos de la izquierda (Zenha y Pintasilgo). Soares ganó contra Freitas do Amaral, por una pequeña diferencia de cerca de 140 000 votos, y con el apoyo fundamental del sur del país (Algarve, Alentejo y Ribatejo) y los distritos más urbanos (Coímbra, Lisboa y Oporto).
Mário Soares declaró, para poner fin a las divisiones, ser «el presidente de todos los portugueses», una frase que desde entonces ha entrado en el discurso político nacional. Fue nombrado presidente el 9 de marzo de 1986.

## Resultados
| Elecciones presidenciales de Portugal del 26 de enero de 1986 Presidente Primera ronda Fuentes: |

| Partidos                           | Candidatos                  | Votos     | %      |
| ---------------------------------- | --------------------------- | --------- | ------ |
| CDS, apoyado por: PSD              | Diogo Freitas do Amaral     | 2.629.597 | 46,31% |
| PS                                 | Mário Soares                | 1.443.683 | 25,43% |
| Independiente apoyado por: PRD PCP | Francisco Salgado Zenha     | 1.185.867 | 20,88% |
| Independiente                      | Maria de Lourdes Pintasilgo | 418.961   | 7,38%  |
|                                    |                             |           |        |
| Votos positivos                    | Votos positivos             | 5.678.108 | 98,88% |
|                                    |                             |           |        |
| Votos en blanco                    | Votos en blanco             | 17.709    | 0,31%  |
| Votos nulos                        | Votos nulos                 | 46.334    | 0,81%  |
|                                    |                             |           |        |
| Total votantes (75,38%)            | Total votantes (75,38%)     | 5.742.151 | 100%   |
| Electores habilitados              | Electores habilitados       | 7.617.257 |        |

| Elecciones presidenciales de Portugal del 26 de enero de 1986 Presidente Segunda ronda Fuentes: |

| Partidos                 | Candidatos              | Votos     | %      |
| ------------------------ | ----------------------- | --------- | ------ |
| PS, apoyado por: PRD PCP | Mário Soares            | 3.010.756 | 51,18% |
| CDS, apoyado por: PSD    | Diogo Freitas do Amaral | 2.872.064 | 48,82% |
|                          |                         |           |        |
| Votos positivos          | Votos positivos         | 5.882.820 | 99,09% |
|                          |                         |           |        |
| Votos en blanco          | Votos en blanco         | 20.436    | 0,34%  |
| Votos nulos              | Votos nulos             | 33.844    | 0,57%  |
|                          |                         |           |        |
| Total votantes (77,99%)  | Total votantes (77,99%) | 5.937.100 | 100%   |
| Electores habilitados    | Electores habilitados   | 7.612.733 |        |

## Resultados por circunscripciones electorales

### Primera ronda
|                           | %                 | %            | %             | %                           |
| Circunscripción electoral | Freitas do Amaral | Mário Soares | Salgado Zenha | Maria de Lourdes Pintasilgo |
| ------------------------- | ----------------- | ------------ | ------------- | --------------------------- |
| Azores                    | 58,57             | 24,39        | 6,45          | 2,95                        |
| Aveiro                    | 57,00             | 29,26        | 8,80          | 4,94                        |
| Beja                      | 21,30             | 18,19        | 54,76         | 5,75                        |
| Braga                     | 52,74             | 28,64        | 13,46         | 5,16                        |
| Braganza                  | 66,02             | 24,92        | 6,64          | 2,42                        |
| Castelo Branco            | 53,00             | 23,32        | 18,09         | 5,60                        |
| Coímbra                   | 36,12             | 32,23        | 13,66         | 7,99                        |
| Évora                     | 27,71             | 13,79        | 52,65         | 5,84                        |
| Faro                      | 40,57             | 26,89        | 25,40         | 7,14                        |
| Guarda                    | 62,94             | 25,93        | 7,88          | 3,24                        |
| Leiría                    | 60,26             | 23,04        | 11,10         | 5,60                        |
| Lisboa                    | 39,91             | 23,09        | 26,37         | 9,63                        |
| Madeira                   | 62,96             | 26,23        | 6,94          | 3,87                        |
| Portalegre                | 32,42             | 24,66        | 37,10         | 5,82                        |
| Oporto                    | 45,17             | 31,06        | 16,71         | 7,06                        |
| Santarém                  | 43,10             | 22,59        | 24,96         | 9,35                        |
| Setúbal                   | 25,23             | 17,47        | 45,53         | 11,77                       |
| Viana do Castelo          | 58,62             | 23,64        | 10,59         | 6,85                        |
| Vila Real                 | 63,73             | 26,45        | 7,06          | 2,76                        |
| Viseu                     | 66,20             | 24,39        | 6,45          | 2,95                        |
| Total                     | 46,31             | 25,43        | 20,88         | 7,38                        |

Fuentes:

### Segunda ronda
|                           | %            | %                       |
| Circunscripción electoral | Mário Soares | Diogo Freitas do Amaral |
| ------------------------- | ------------ | ----------------------- |
| Azores                    | 40,55        | 59,45                   |
| Aveiro                    | 41,21        | 58,79                   |
| Beja                      | 75,98        | 24,02                   |
| Braga                     | 46,42        | 53,58                   |
| Braganza                  | 33,28        | 67,72                   |
| Castelo Branco            | 45,66        | 54,34                   |
| Coímbra                   | 52,79        | 47,21                   |
| Évora                     | 69,49        | 30,51                   |
| Faro                      | 56,81        | 43,19                   |
| Guarda                    | 36,10        | 63,90                   |
| Leiría                    | 37,29        | 62,71                   |
| Lisboa                    | 56,74        | 43,26                   |
| Madeira                   | 37,31        | 62,69                   |
| Portalegre                | 65,25        | 34,75                   |
| Oporto                    | 53,33        | 46,67                   |
| Santarém                  | 54,33        | 45,67                   |
| Setúbal                   | 70,88        | 29,12                   |
| Viana do Castelo          | 38,41        | 61,59                   |
| Vila Real                 | 34,72        | 65,28                   |
| Viseu                     | 32,07        | 67,93                   |
| Total                     | 51,18        | 48,82                   |

Fuentes: